# Churchit-(Y)
Churchit-(Y) (auch Weinschenkit oder Rogersit) ist ein Mineral aus der Klasse der Phosphate, Arsenate und Vanadate. Es kristallisiert im monoklinen Kristallsystem mit der chemischen Zusammensetzung Y[PO4]·2H2O.
Die seltenen Kristalle sind säulig bis nadelig, bis zu 6 mm lang und bilden radialstrahlige, oft flache Aggregate. Churchit-(Y) ist farblos bis schneeweiß, seltener auch leicht grau oder blass fleischfarben mit Glasglanz. Die Dichte beträgt 3,11–3,26 g/cm3 und die Mohshärte beträgt 3.

## Etymologie und Geschichte
Erstmals beschrieben wurde das Mineral 1865 von Arthur Herbert Church in Proben aus Cornwall, England, allerdings mit falscher chemischer Zusammensetzung. 1923 beschrieb Laubmann das wasserhaltige Y-Phosphat unter dem Namen Weinschenkit.
Danas 7. Ausgabe des „System of Mineralogy“ (1951) führte das Y-Phosphat als Weinschenkit und das Ce-Phosphat als Churchit, zu Ehren des englischen Chemikers Arthur Herbert Church. 1966 wurde für Weinschenkit der Name Churchit-(Y) eingeführt.

## Klassifikation
In der veralteten 8. Auflage der Mineralsystematik nach Strunz war der Churchit-(Y) noch nicht aufgeführt.
In der zuletzt 2018 überarbeiteten Lapis-Systematik nach Stefan Weiß, die formal auf der alten Systematik von Karl Hugo Strunz in der 8. Auflage basiert, erhielt das Mineral die System- und Mineralnummer VII/C.25-030. Dies entspricht der Klasse der „Phosphate, Arsenate und Vanadate“ und dort der Abteilung „Wasserhaltige Phosphate, ohne fremde Anionen“, wo Churchit-(Y) zusammen mit Brushit, Churchit-(Dy) (D), Churchit-(Nd) (D) und Pharmakolith eine unbenannte Gruppe mit der Systemnummer VII/C.25 bildet.
Die von der International Mineralogical Association (IMA) zuletzt 2009 aktualisierte 9. Auflage der Strunz’schen Mineralsystematik ordnet den Churchit-(Y) in die Klasse der „Phosphate, Arsenate und Vanadate“ und dort in die Abteilung „Phosphate usw. ohne zusätzliche Anionen; mit H2O“ ein. Hier ist das Mineral in der Unterabteilung „Ausschließlich mit großen Kationen“ zu finden, wo es zusammen mit Ardealit, Brushit und Pharmakolith die „Churchitgruppe“ mit der Systemnummer 8.CJ.50 bildet.
In der vorwiegend im englischen Sprachraum gebräuchlichen Systematik der Minerale nach Dana hat Churchit-(Y) die System- und Mineralnummer 40.04.06.01. Das entspricht der Klasse der „Phosphate, Arsenate und Vanadate“ und dort der Abteilung „Wasserhaltige Phosphate etc.“. Hier findet er sich innerhalb der Unterabteilung „Wasserhaltige Phosphate etc., mit A3+XO4 × x(H2O)“ als einziges Mitglied in einer unbenannten Gruppe mit der Systemnummer 40.04.06.

## Kristallstruktur
Churchit-(Y) kristallisiert monoklin im selben Strukturtyp wie Gips in der Raumgruppe A2/a (Raumgruppen-Nr. 15, Stellung 2) mit den Gitterparametern a = 6,27 Å; b = 15,01 Å; c = 6,15 Å und β = 126,6° sowie 4 Formeleinheiten pro Elementarzelle.

## Eigenschaften
Churchit-(Y) ist löslich in heißen Säuren, in Lauge hingegen unlöslich. Bei vorsichtigen Erhitzen zeigt Churchit Thermolumineszenz.

## Bildung und Fundorte

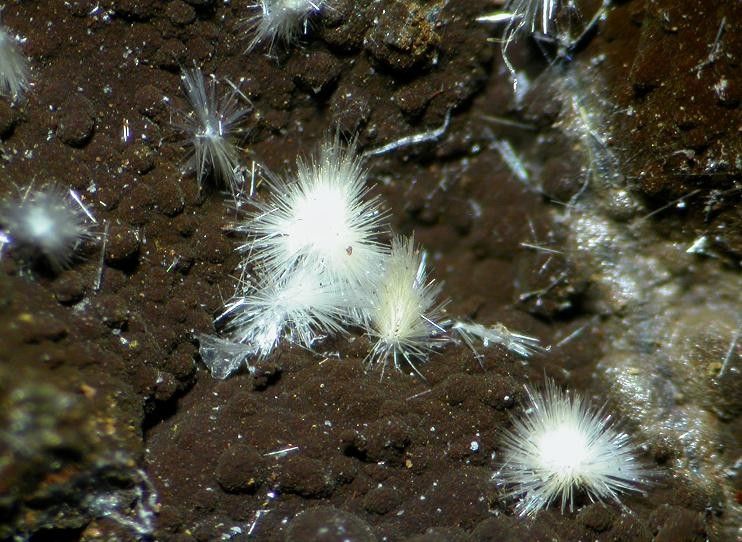
Mehrere kleine Büschel von Churchit-(Y) auf Muttergestein

Churchit-(Y) bildet sich sekundär bei der Verwitterung von Pegmatiten, Karbonatiten und anderen Y-haltigen Gesteinen.
Am Mt. Weld in Westaustralien tritt Churchit-(Y) zusammen mit Goyazit, Gorceixit, Florencit, Crandallit, Monazit, Apatit und Cerianit-(Ce) auf.
Auch die Eisenerzgruben Maffei I und II und Leonie in Auerbach in der Oberpfalz sind bekannte Fundstellen des Minerals.
Von anderen Vorkommen werden Paragenesen mit Rabdophan, Wavellit, Türkis, Variscit, Kakoxen, Beraunit, Dufrénit, Todorokit, Lithiophorit, Hämatit, Limonit, und Tonmineralen beschrieben.